# Doppietta (arma)

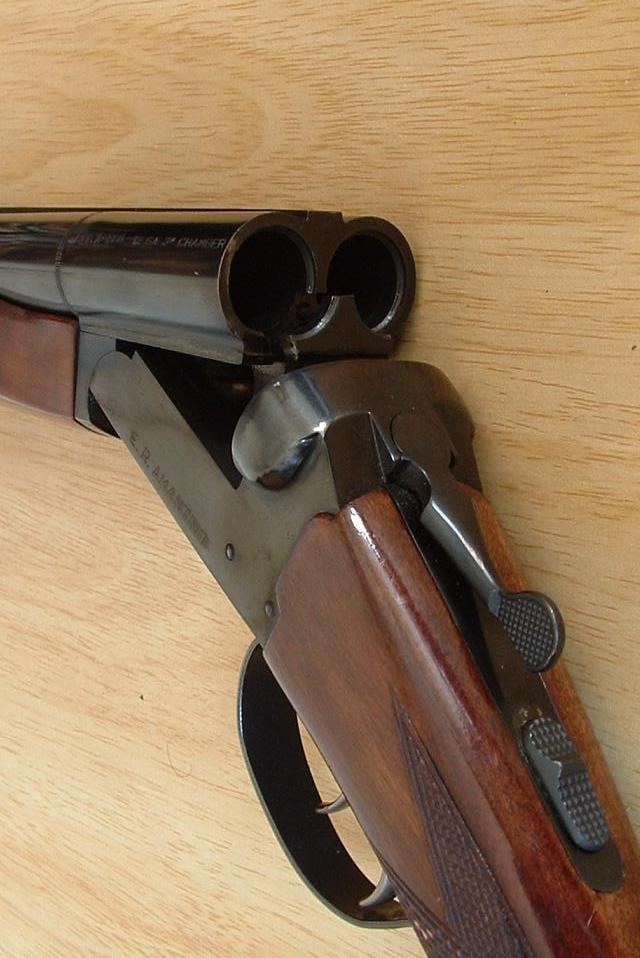
Una doppietta aperta

La doppietta, detta anche fucile a doppia canna, giustapposto o a canne congiunte, è un fucile a retrocarica con due canne parallele, che consente di sparare due colpi singoli in rapida successione o contemporaneamente, utilizzato essenzialmente per la caccia.
È un tipo di fucile a canna liscia, le cui canne sono disposte una di fianco all'altra contrariamente al "sovrapposto", ove sono una sopra l'altra.

## Struttura

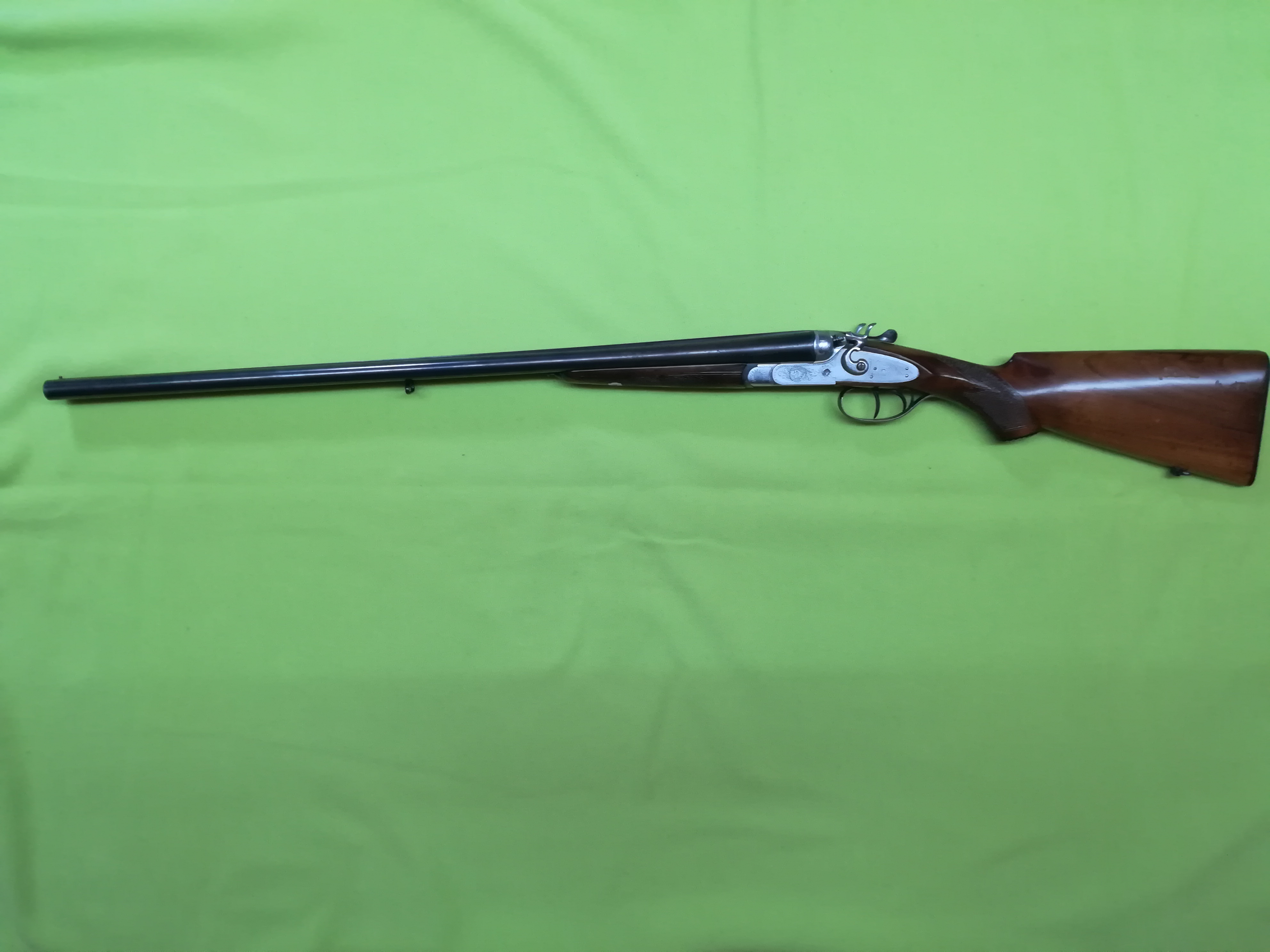
Doppietta a cani esterni cal. 16, prodotta da Caem Giulio

La doppietta è dotata di due canne, ad anima liscia o rigata, poste una di fianco all'altra, da cui infatti deriva il nome (congiunte). Tale esemplare di fucile non può contenere altri colpi al suo interno oltre che a quelli in canna, il fatto che a differenza dei semiautomatici le cartucce non vengano espulse a terra fa sì che questi tipi di arma vengano definiti "ecologici" in quanto la cartuccia deve essere estratta a mano tramite l'ausilio degli estrattori, armati dall'astina.
È composta principalmente da 3 parti: 
- calcio;
- astina;
- canne.

Il calcio è nella maggior parte dei casi in legno, anche se negli ultimi anni sono stati creati calci in materiale sintetico. La forma del calcio viene differenziata a seconda del tipo di fucile; per questo motivo avremo quattro tipi di calcio: a semipistola, a pistola, montecarlo (usata per i fucili da tiro al piattello), all'inglese.

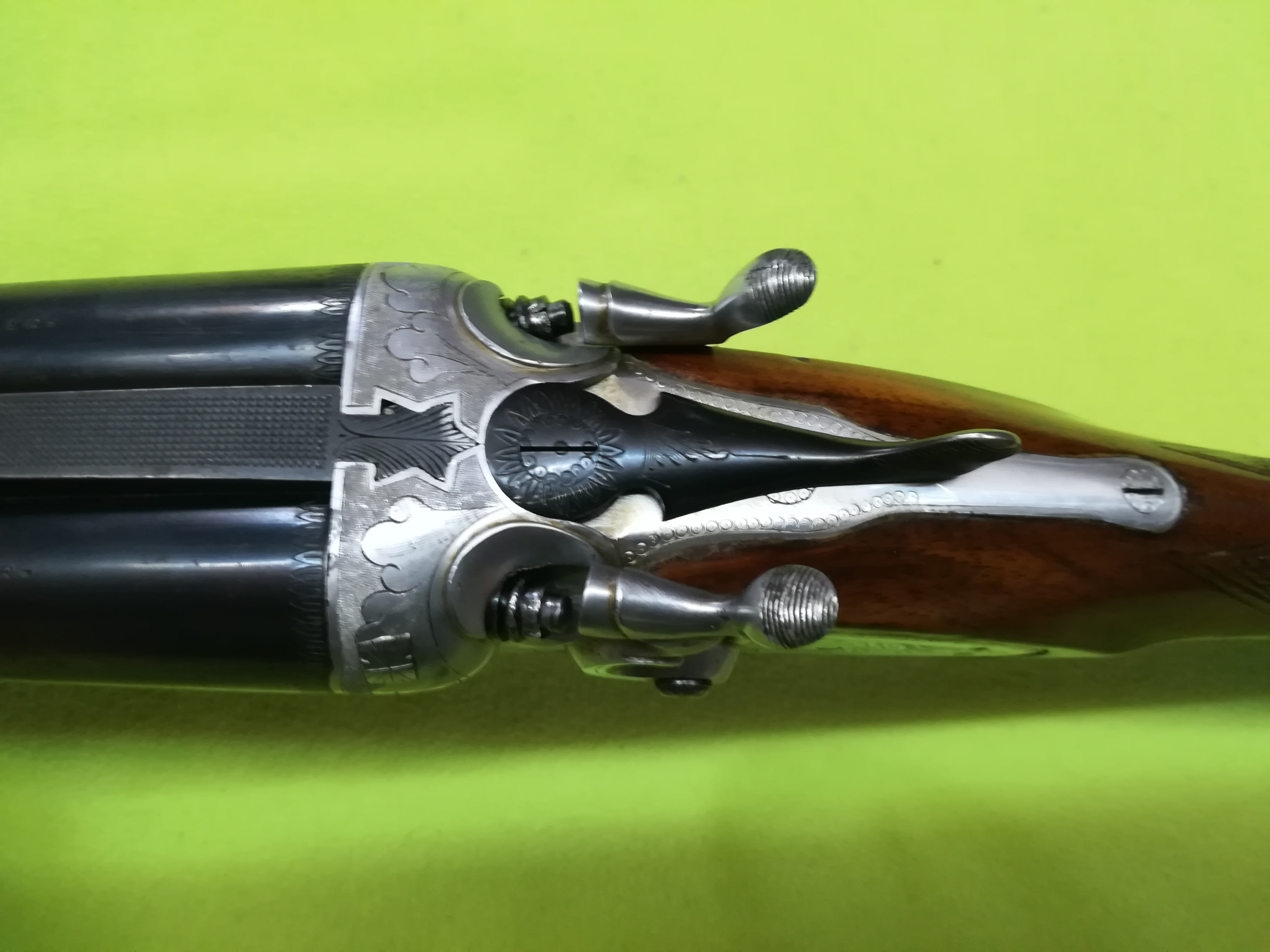
Particolare dei cani esterni

Come altre armi a due canne può essere monogrillo o bigrillo. Nel primo caso, il monogrillo, nei pressi della chiave della bascula si trova un selezionatore che permette di far sparare una canna a scelta, la destra (1) o la sinistra (2° solitamente quella più strozzata). La presenza del selezionatore è derivata dal tiro sportivo. Nel secondo caso (bigrillo) ci sono due grilletti e ognuno corrisponde ad una canna diversa; il grilletto anteriore corrisponde alla canna di destra. Vi sono fucili combinati (billing) che hanno una canna liscia ed una rigata. La canna rigata è indicata per la caccia agli ungulati, la canna liscia principalmente per la fauna stanziale non ungulata (lepri, fagiani) e migratoria.
Ci sono tre tipi di sicura: la holland & holland, che agisce sia sui cani/grilletti che sui percussori e l'hammerless, che blocca il gioco dei grilletti su percussori. Infine il terzo tipo è presente nei fucili di bassa qualità, dove la sicura è posta nei pressi del grilletto. Nelle doppiette a cani esterni il fucile è in sicura quando i cani sono abbassati.

## Calibro
Esistono svariati calibri di doppiette, i calibri permessi, per le armi ad anima liscia, vanno dal 12 al 36 mentre il Flobert ha come calibri l'8 e il 9 ma vengono misurati in altra maniera. Per le canne ad anima rigata, il calibro nella caccia è vietato se inferiore al .222 tenendo conto l'altezza del bossolo che non deve essere minore di 40 mm; tale misura può essere al di sotto se il calibro supera la dimensione minima. Il calibro nelle armi ad anima liscia viene misurato con il numero di palle che si possono ottenere da una libbra di piombo aventi il diametro interno della canna presa a 23 cm dalla culatta, il calibro nelle armi ad anima rigata è presa con il calibro ed è espresso in centesimi di pollice.
Ne deriva che, nei fucili ad anima liscia, maggiore è il calibro, più piccolo sarà il foro presente in vivo di volata. Esistono doppiette ad anima rigata usate per la caccia di animali pericolosi e su brevi distanze; per la loro rapidità nella ripetizione del colpo sono chiamate "Express" e di norma hanno calibri piuttosto potenti come ad esempio il 9,3 x 74, il .375 Holland & Holland Magnum, il .458 Winchester Magnum ecc.
Ampia è anche la scelta dei produttori. L'Italia è leader assoluto nella produzione di questi fucili dato che addirittura il 96% della produzione mondiale avviene a Brescia nelle fabbriche Beretta, Perazzi, Franchi, Breda, Marocchi ed altre.

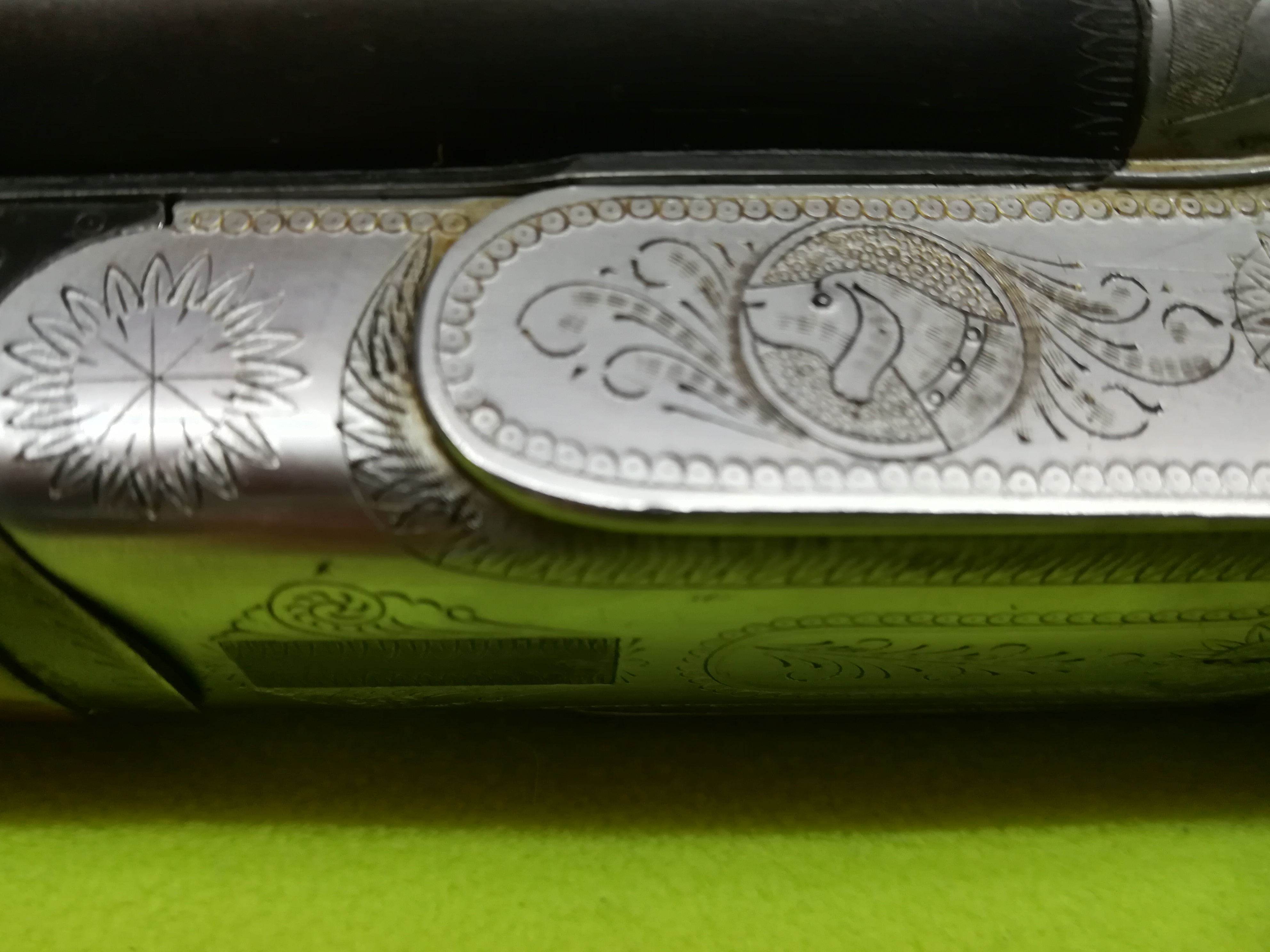
Particolare incisione Caem Giulio: cane con collare su doppietta calibro 16

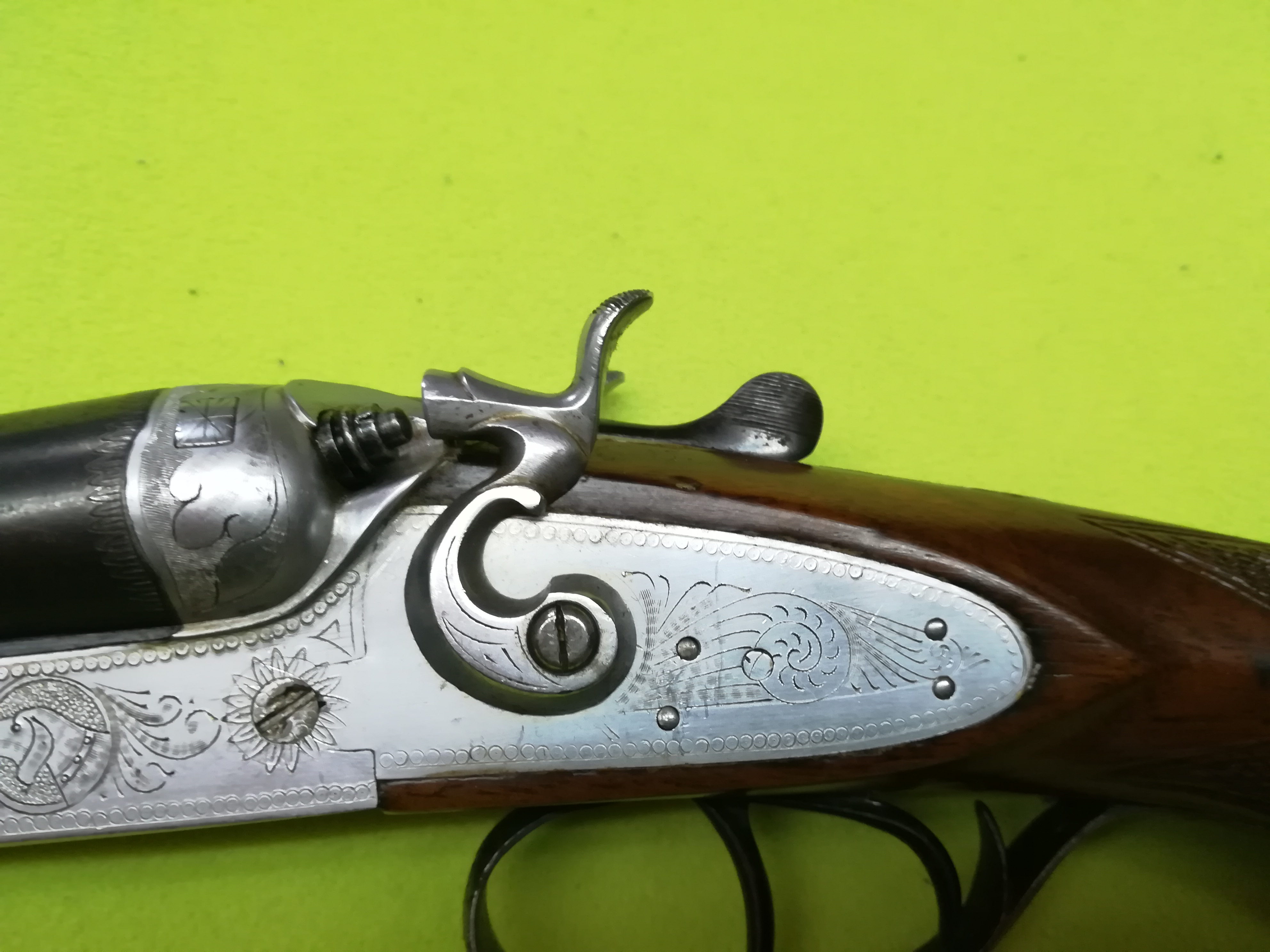
Particolare di cani esterni su doppietta Caem cal. 16

Da non trascurare la produzione artigianale italiana, molto ricca e di elevatissima qualità, tra le quali si segnalano le manifatture bresciane. Sono celebri nel mondo le doppiette Bernardelli, Sabatti, Zanardini, Pedersoli, Zoli, Tirelli, Rizzini, Falco e moltissimi altri ancora. Molti sono anche gli armieri bresciani non più attivi, le cui armi sono tuttavia ancora oggi presenti sul mercato dell'usato Giulio; molto apprezzate, soprattutto per il calibro 16 a cani esterni, quelle di Cerasi Mario, Tonin e Tortiglione. Di alto pregio risultano le incisioni di alcuni armaioli-artisti che hanno segnato la storia di quest'arma: sovente si trovano incise sulle doppiette uccelli, ungulati, cani, figure muliebri.